# 아칼리 달
시크교도 아칼리 달은 인도의 시크교도들의 이익을 대변하는 우익 정당이다. 시크교도들이 많이 사는 지방에서 종교적 전통을 정치화하려고 하고 있다. 2020년 9월 농업 법안에 관한 반발로 국민민주동맹 연정을 탈퇴했다.

## 같이 보기
- 시크교
- 타라 싱
- 인도의 정당

1. ↑  Roy, Meenu (1996). 《India Votes, Elections 1996: A Critical Analysis》 (영어). Deep & Deep Publications. ISBN 978-81-7100-900-8.
2. ↑  Chum, B. K. (2013년 12월 1일). 《Behind Closed Doors: Politics of Punjab, Haryana and the Emergency》 (영어). Hay House, Inc. ISBN 978-93-81398-62-3.